# ویژبیچانه (استان لهستان بزرگ‌تر)
ویژبیچانه (به لاتین: Wierzbiczany) یک روستا در لهستان است که در گمینا گنگزنو واقع شده‌است.